# جيري آداميك
جيري آداميك (بالتشيكية: Jiří Adamec)‏ هو لاعب كرة قدم تشيكي، ولد في 21 مارس 1982 في تشيكوسلوفاكيا. شارك مع منتخب جمهورية التشيك تحت 21 سنة لكرة القدم. أما مع النوادي، فقد لعب مع 1. FK Drnovice ‏.

## وصلات خارجية
- جيري آداميك على موقع الاتحاد التشيكي (الإنجليزية)
- جيري آداميك على موقع قاعدة بيانات كرة القدم.إي يو (الإنجليزية)
- جيري آداميك على موقع Soccerway.com (الإنجليزية)